# فاشتي بونيان
فاشتي بونيان (ولدت باسم جينيفر فاشتي بونيان  في عام 1945  ) هي مغنية وكاتبة أغاني إنجليزية.

## روابط خارجية
- آخرday.co.uk الموقع الرسمي